# Soldat universal: El retorn
Soldat universal: El retorn (títol original: Universal Soldier: The Return) és una pel·lícula estatunidenca dirigida per Mic Rodgers, estrenada el 1999. Ha estat doblada al català. És la continuació d’Universal Soldier (1992) dirigida per Roland Emmerich. Ha estat doblada al català.

## Argument
Veronica ha tingut una filla amb Luc Deveraux, antic UNI-SOL (Universal Soldier), que treballa com a expert en el seu programa d'entrenament, quan té lloc un problema molt greu: S.E.T.H., l'ordinador que controla els UNI-SOL, es torna independent i s'amotina.

## Repartiment
- Jean-Claude Van Damme: Luc Deveraux
- Michael Jai White: S.E.T.H
- Heidi Schanz: Erin Young
- Daniel von Bargen: El general Radford
- Xander Berkeley: Dr. Dylan Cotner
- Bill Goldberg: Romeo
- Justin Lazard: El capità Blackburn
- Kiana Tom: Maggie
- Karis Paige Bryant: Hillary Deveraux, la filla de Luc
- Brent Hinkley: Squid

## Box-office
Amb un pressupost de 45 milions de dòlars, els resultats al box-office són molt decebedors: el film només recull 67.893 dølars als Estats Units i només suma 2,7 milions de recaptacions mundials.

## Saga
És la primera vegada que Jean-Claude Van Damme accepta fer una continuació, abans havia rebutjat les continuacions de Kickboxer i Bloodsport.

### Films
- 1992: Soldat universal (1992) de Roland Emmerich
- 1999: Universal Soldier: The Return de Mic Rodgers
- 2009: Universal Soldier: Regeneration de John Hyams
- 2012: Universal Soldier: El Dia del judici de John Hyams

### Telefilms
- 1998: Universal Soldier II: Brothers in Arms de Jeff Woolnough
- 1999: Universal Soldier III: Unfinished Business de Jeff Woolnough